# Robert Lentz
Robert Lentz, ofm (Colorado 1946) es un reconocido pintor estadounidense de iconos religiosos. Proviene de la tradición Ortodoxa Rusa y ha sido franciscano de rito bizantino católico. En la actualidad sirve en la Iglesia de Todos los Santos de Houston, Texas. Además de su pintura y servicio eclesial, escribe y enseña sobre arte y espiritualidad.
Nació en las zonas rurales de Colorado en una familia de ascendencia rusa. Trabajó como aprendiz de un maestro pintor griego de iconos, perteneciente la escuela de Photios Kontoglou en el Santo Monasterio de la Transfiguración de Brookline, Massachusetts.
Lentz ha realizado numerosos iconos no sólo de personas canonizadas, sino también de  gente de diversas culturas y etnias, incluyendo no religiosos, políticos y científicos, como Albert Einstein.

## Controversia respecto a su sexualidad
Tanto Lentz como su ayudante artístico, el Padre William Hart McNichols, han afirmado ser homosexuales, lo que conllevó que Lentz se viera obligado a desvincularse parcialmente de la orden franciscana, a pesar de que siempre ha afirmado mantener su celibato.
Algunos periodistas consideran a Lentz un activista por los derechos de los homosexuales a través del arte, como su icono de los Santos Sergio y Baco, que representa a ambos como pareja. También ha realizado un icono de Harvey Milk, considerado por Toby Johnson como "un tesoro nacional gay".
Para Addison H. Hart, sin embargo, el trabajo de Lentz y McNichols's son propaganda que "sirve a sus propios intereses sociopolíticos".